# Stridsvagn KRV
Stridsvagn KRV (KRV är förkortningen för Kranvagn) var under 1950-talet täcknamnet för krigsmaterielprojektet E M I L (projekt 6400), en tung stridsvagn med oscillerande torn och automatladdare avsedd som ett svenskutvecklat alternativ till de stridsvagnar av typen Centurion som Storbritannien meddelat att de inte kunde leverera inom en överskådlig framtid. Två chassin tillverkades, varav det ena användes som prototyp till Artillerikanonvagn 151 (VK 155). Det andra användes för konceptutprovning av Stridsvagn S, vilken senare blev Stridsvagn 103.

## Historia
Direkt efter andra världskriget stod det klart att större delen av den brokiga stridsvagnsparken var föråldrad, med klena kanoner och tunt pansar i förhållande till de moderna stridsvagnar som fanns i omvärlden. Armén hade tidigare avfärdat idén att använda tunga (över 22 ton) stridsvagnar då broarna i det dåvarande svenska vägnätet inte kunde användas, vilket skulle medföra en allvarlig begränsning av den strategiska rörligheten eftersom det finns gott om vattendrag i Sverige. Vidare trodde man att tyngden skulle göra att de skulle köra fast i snö och gyttja. Efter kriget fanns i Europa stora överskott av fordon som kunde inköpas billigt, så Kungliga Arméförvaltningen (KAF) utförde ingående studier av utländska stridsvagnar, bland andra tyska Panzerkampfwagen I, II, V "Panther" och  VI Ausf. B Tiger II "Königstiger", några varianter av den amerikanska M4 Sherman och den brittiska Churchill. Efter utredning fastslog KAF att det kostnadseffektivaste alternativet var nyanskaffning av den brittiska stridsvagnen Centurion Mk III, som skulle vara uppgraderbar i framtiden. Det brittiska svaret blev att ingen leverans kunde ske innan landets egna behov var täckta, vilket beräknades ta mellan fem och femton år.
Därför uppdrogs KAF 1951 att projektera ett svensktillverkat alternativ, vilket också skedde under stort hemlighetsmakeri. Den nya vagnen skulle kunna fungera både som infanterikanonvagn och pansarvärnskanonvagn och skulle specifikt kunna möta och slå den ryska IS-3, som hade en kraftfull 122 mm kanon. Landsverk, som skulle bygga vagnen, hade tidigare arbetat på en exportstridsvagn kallad Lansen och de hade även konstaterat att nästa generation av stridsvagnar både behövde ha kraftfullare beväpning och vara bättre bepansrade och därför vara tyngre. Förutom att vara kraftfull och bra skyddad skulle den nya vagnen ha automatladdad kanon. Denna idé var inte ny då Landsverk redan 1947 hade byggt en prototyp av en strv m/42 med automatladdare. Kanonen skulle kunna skjuta högexplosiv ammunition och pansarspränggranater men även underkalibrig ammunition föreslogs. Projektet, som genomfördes parallellt med försök av den franska lätta stridsvagnen AMX-13, fick namnet EMIL.
Det första utkastet av den nya stridsvagnen hade ett lågt chassi med 5 stora bärhjul per sida och ett sluttande frontpansar. Stridsvagnen var ungefär lika stor som en T-44 och vägde 28 ton. Tornet var av oscillerande typ med en 120 mm L/40 automatladdad kanon vars mekaniska eldhastighet var 30 skott per minut. Det mesta av pansaret sattes på tornets front (150 mm) och var till skillnad från franska oscillerande torn (som till exempel AMX 50) mycket välskyddat då den oscillerande delen skyddades av en frontal pansarplåt. Denna konfiguration tillät även mycket mer dumpning av kanonen. Man fortsatte utveckla konceptet och 1952 gav man chassit en gäddnos likt den hos IS-3 och även tornets främre sidor sluttades bakåt. Ett flertal alternativ för pansar och kanoner började föreslås, bland annat en 105 mm L/67 räfflad kanon och en 150 mm L/40 slätborrad kanon.
I december 1952 ändrade sig engelsmännen, mest troligt för att Storbritanniens ekonomi så krävde, och ett Centurion-köp kuppades gemensamt igenom av överbefälhavaren general Nils Swedlund och försvarsminister Torsten Nilsson vid årsskiftet 1952/1953. Den första leveransen skedde i april 1953. E M I L lades ned 1954 eftersom då Centurion-vagnarna visat sig tillfredsställande. Ett konsortium av Bofors, Landsverk och Volvo föreslog vid upphandlingen till 1958 års försvarsbeslut att projektet skulle återupptas med utländska kanoner i 105 till 120 mm. Ett förslag skulle bestyckades med en 155 mm pjäs. Dock så ansågs det för dyrt och istället antogs projektet Stridsvagn S.

## Utförande
Planerad prestanda enligt projekt E M I L 7/9 1951:
- Kraftöverföring: Vagnen utföres bakhjulsdriven, med max dragkraft i banden 22 ton
- Bandtyp: Stålplattor med torra bultar.
- Bärhjul: Dubbla tallrikshjul, 5 par.
- Stödrullar: 2 par.

- Alternativ 1: Huvudväxellåda i form av turbinväxel med inbyggd automatisk hydraulkoppling sammanbyggd med planetväxel för två hastigheter fram och en back. Huvudväxellådan helautomatisk. Divisionsväxel-styrväxel utformad som två-, eventuellt tre-, stegs Merritt-Brown-växel (jämför tanketten). Två, eventuellt tre, styrradier samt centrumstyrning.

- Alternativ 2: Halvautomatisk mekanisk växellåda-styrväxel med mångradiestyrning. Fem, eventuellt sex, växlar och styrradier. Motor och kraftöverföring sammanbyggdes i ett aggregat, som monterades som en enhet i vagnens bakre del.

## Bandspecifikation
- Bandbredd: 0,55 m
- Spårvidd: 2,05 m
- Anliggningslängd: 3,4 m
- Specifikt bandtryck: medel 0,75 kg/cm², max 2,32 kg/cm²

## Varianter
- EMIL, 1951: Ett av de första utkasten för vad som skulle bli KRV. Hade en 120 mm L/40 och var mindre än KRV. Hade ingen gäddnos och annorlunda torn.
- EMIL I, 1952 : Liknande KRV. Var mindre och lättare än Emil II och konstruerades med flera alternativ för pansartjocklek.
- EMIL II, 1952 : Liknande KRV. Var mindre och lättare än Emil III och konstruerades med flera alternativ för pansartjocklek. Det grövsta pansaralternativet kallades s2b.
- EMIL III, 1952 : Liknande KRV. Var större och tyngre än Emil II och konstruerades med flera alternativ för pansartjocklek.
- EMIL III, 1954 : Tornets sidopansar minskades.
- Kranvagn, 1955: Prototyp av chassiet av kranvagn.
- Kranvagn, 1958: Förslag att återuppta projektet med en modern 155 mm kanon eller utländska kanoner i kalibern 105–120 mm.
- Strv K, 1958: För att rädda projektet föreslog man att montera Strv 101:s torn på KRV:s chassi. Namnet Strv K förekommer i flera dokument från 1959.
- AKV 151, 1960: (Huvudartikel: AKV 151) Artillerikanonvagn byggd på första KRV-prototypen.

### Fotnoter
1. ↑  http://ointres.se/kungstigern_i_sverige.htm
2. ↑  ”SWEDISH TANKS PART 29: WW2 MEDIUM TANK PROJECTS”. Arkiverad från originalet den 26 december 2017. https://web.archive.org/web/20171226130547/https://ritastatusreport.live/2016/08/06/swedish-tanks-part-29-ww2-medium-tank-projects/comment-page-1/. Läst 26 december 2017.